# Wagner – The Great Operas from The Bayreuth Festival

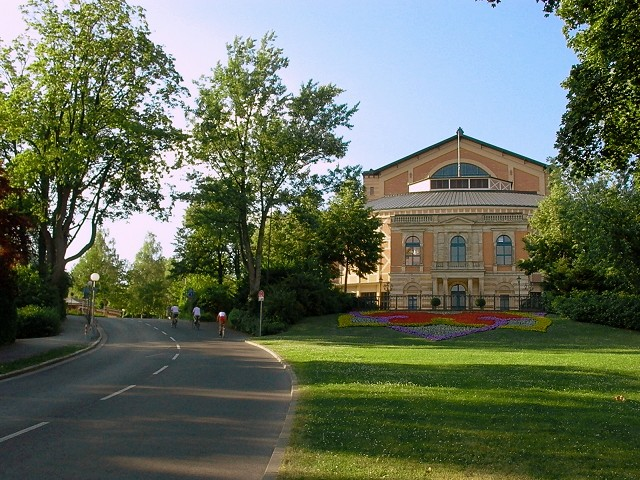
Festspielhaus w Bayreuth

Wagner – The Great Operas from The Bayreuth Festival – album wielopłytowy wydany w 2008 roku przez firmę fonograficzną DECCA. Klasyczny CD box zawierający najważniejsze (jedenaście ostatnich licząc tetralogię jako osobne tytuły) opery Richarda Wagnera na 33 płytach z archiwalnymi nagraniami z udziałem uznanych śpiewaków wagnerowskich oraz mały folder z ich streszczeniem w językach angielskim, francuskim i niemieckim. Wszystkie produkcje powstały dla sceny w niemieckim Bayreuth.

## Zawartość i dyrygent
- CD 1-2 Holender tułacz, Wolfgang Sawallisch
- CD 3-5 Tannhäuser, Wolfgang Sawallisch
- CD 6-8 Lohengrin, Wolfgang Sawallisch
- CD 9-11 Tristan i Izolda, Karl Böhm
- CD 12-15 Śpiewacy norymberscy, Silvio Varviso
- CD 16-29 Tetralogia Pierścień Nibelunga, Karl Böhm

cykl obejmuje następujące utwory:
- 16-17 Złoto Renu
- 18-21 Walkiria
- 22-25 Zygfryd
- 26-29 Zmierzch bogów

- CD 30-33 Parsifal, James Levine